# Supergliny
Supergliny – magazyn emitowany na antenie stacji TVN w latach 1997–2001, początkowo bez prowadzącego, potem prowadzony przez Stanisława Mikulskiego, a następnie przez Jakuba Andułę - policjanta i uczestnika pierwszej edycji programu „Agent”. Przedstawiał metody polskiej policji w walce z przestępcami. W każdym odcinku prezentowana była relacja z patroli służb mundurowych w polskich miastach. Prowadzony był również cykl "Znani zeznają", w którym popularne osoby ze świata mediów, filmu i muzyki opowiadały o niebezpieczeństwach jakie ich spotkały.